# Giovanni Basadonna
Giovanni Basadonna (Nàpols Campània, Itàlia, 1806 - Rio de Janeiro, Brasil, 1850) fou un tenor italià.
Format a Nàpols, fou deixeble de Biglioni i Nozzari, el 1828 començà a Venècia i es presentà principalment a Itàlia, però també a Viena, Brussel·les i fou considerat com un dels primers cantants italians. Per a ell va escriure Donizetti les òperes Fausta i Roberto Devereux.
Cantant una nit en el Teatro San Carlo de Nàpols, fou escomès per una paràlisi vocal que el deixà afònic. Després es dedicà a la ensenyança del cant a Viena, de on tingué de marxar a causa de la Revolució, anant a Rio de Janeiro, on morí al cap de poc de la seva arribada.